# Limpieza étnica de georgianos en Osetia del Sur
La limpieza étnica de georgianos en Osetia del Sur fue una expulsión masiva de georgianos realizada en Osetia del Sur y otros territorios ocupados por las fuerzas rusas y de Osetia del Sur, realizada durante y después de la guerra de Osetia en 2008.
Human Rights Watch llegó a la conclusión de que "las fuerzas de Osetia del Sur intentaron realizar una limpieza étnica" en las zonas pobladas de Georgia. En 2009, las resoluciones de la Asamblea Parlamentaria del Consejo de Europa condenaron "la depuración étnica y otras violaciones de los derechos humanos en Osetia del Sur, así como el hecho de que Rusia y las autoridades de facto no pusieran fin a estas prácticas y sus perpetradores ante la justicia". Según el informe de septiembre de 2009 de la Misión Internacional Independiente de Investigación sobre el Conflicto en Georgia, patrocinada por la Unión Europea, "varios elementos sugieren la conclusión de que se llevó a cabo una limpieza étnica contra georgianos étnicos en Osetia del Sur durante y después del conflicto de agosto de 2008." 
Según el censo de 2016 realizado por las autoridades de Osetia del Sur, 3.966 georgianos étnicos permanecieron en el territorio separatista, lo que constituye el 7% de la población total de la región de 53.532.

## Guerra de Osetia del Sur (1991-1992)
Entre 1989 y 1992, los enfrentamientos estallaron en el ÓA de Osetia del Sur y Georgia entre las tropas paramilitares de etnia osetia y las unidades y paramilitares del Ministerio del Interior de Georgia (MVD). Entonces Osetia del Sur declaró su independencia de Georgia. A su vez, Georgia abolió el estatus autónomo de Osetia del Sur, que existía desde los primeros años soviéticos. El gobierno georgiano, liderado por el presidente Zviad Gamsajurdia, respondió enviando unidades del ejército y paramilitares, en un intento por restaurar el control en la región.
La noche del 5 de enero de 1991, 6.000 georgianos armados entraron en Tsjinvali. Después de una feroz lucha callejera, fueron repelidos y expulsados de  la ciudad por las tropas de Osetia del Sur.
Aproximadamente 100.000 personas de etnia osetia huyeron del ÓA de Osetia del Sur y de Georgia propiamente dicha, y 23.000 personas de etnia georgiana huyeron de Osetia del Sur hacia áreas étnicamente georgianas. Según los informes, se destruyeron 100 aldeas en Osetia del Sur. Además, la frontera entre Osetia del Norte y Georgia quedó en gran parte sin control, creando un punto de acceso casi sin obstáculos para armas, combatientes y municiones en ambas direcciones.
Un diputado de Osetia del Norte explicó: "Cuando comenzó la guerra en Osetia del Sur (Georgia), había miles de refugiados. . . . Naturalmente, los refugiados osetios de Osetia del Sur y Georgia que huyeron aquí querían expulsar a los georgianos residentes. Hay 15.000 georgianos viviendo aquí, solo en Vladikavkaz. . . Detuvimos esto; nadie huyó".

## Reacciones

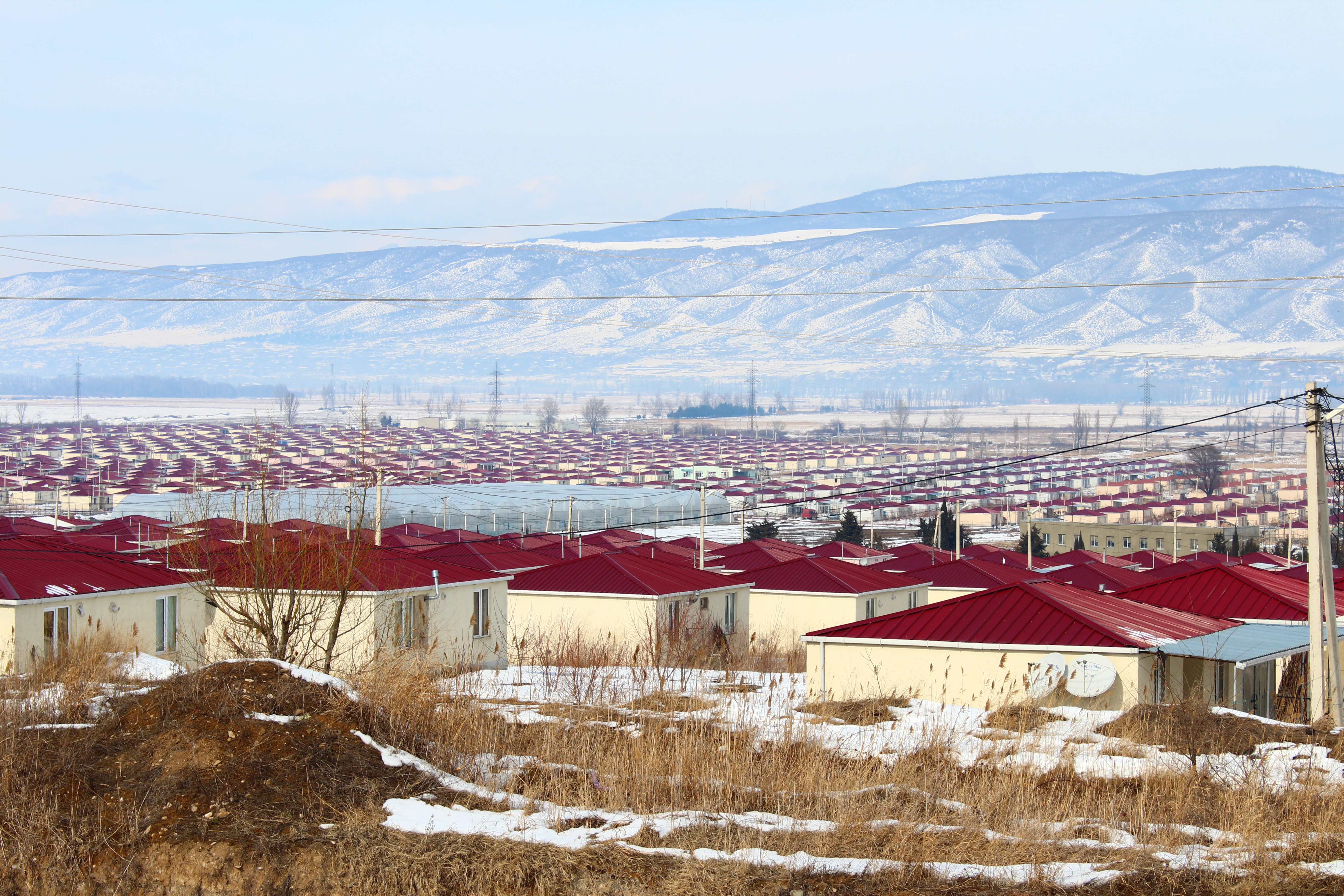
Tserovani es uno de los asentamientos construidos por el gobierno georgiano para los desplazados internos de Osetia del Sur.

- El periódico australiano The Age citó al general de división Viacheslav Borísov, comandante de la ciudad de Gori, ocupada por Rusia, en su descripción de las circunstancias: "Hay cada vez más pruebas de saqueos y limpieza étnica en las aldeas de la zona del conflicto entre Rusia y Georgia. Los ataques, algunos presenciados por periodistas o documentados por un grupo de derechos humanos, incluyen robos, incendios de viviendas y posiblemente asesinatos. Algunos están motivados étnicamente, mientras que al menos parte del saqueo parece ser obra de aprovechadores oportunistas. Las identidades de los atacantes varían, pero está surgiendo un patrón de violencia de los osetios étnicos contra los georgianos étnicos y ha sido confirmado por algunas autoridades rusas. Ahora los osetios están corriendo y matando a georgianos pobres en sus enclaves".[13]
- El Comité Noruego de Helsinki, en cooperación con otras tres organizaciones de derechos humanos, realizó una investigación que concluyó que la limpieza étnica continúa en la región fronteriza de facto entre Georgia y Osetia del Sur. Los observadores de derechos humanos encontraron pruebas de incendios de casas, ataques a civiles y desplazamiento forzado de la población georgiana hasta el viernes 17 de octubre. El material recopilado describe 16 presuntos casos de asesinatos de civiles (excluidas las muertes resultantes de fuego cruzado o bombardeos en el momento de operaciones militares a gran escala y accidentes con municiones sin detonar), en áreas controladas por las fuerzas rusas, muchas de las cuales parecen ser casos de ejecuciones sumarias.[8]
- Human Rights Watch : "En lugar de proteger a los civiles, las fuerzas rusas permitieron a las de Osetia del Sur que siguieron su camino a participar en saqueos e incendios desenfrenados y en gran escala de casas georgianas para matar, golpear, violar y amenazar a civiles", dijo Denber. "Estos ataques deliberados son crímenes de guerra, y si se cometen como parte de un patrón generalizado o sistemático, pueden ser procesados como un crimen de lesa humanidad". Según HRW, 15.000 de los 17.500 residentes georgianos abandonaron Osetia del Sur antes de la llegada de los soldados rusos.[14]

## Posición de Osetia del Sur
La política de limpieza étnica también fue afirmada por el presidente de Osetia del Sur, Eduard Kokoity, quien en su entrevista del 15 de agosto de 2008 a la publicación rusa Kommersant, sobre la pregunta "¿Se permitirá el regreso de civiles georgianos?" dio la siguiente respuesta: "No tenemos la intención de dejar entrar a nadie más".
The Economist también citó a un oficial de inteligencia de Osetia del Sur de la siguiente manera: "Quemamos estas casas. Queremos asegurarnos de que ellos [los georgianos] no puedan regresar, porque si regresan, este será un enclave georgiano nuevamente y esto no debería suceder".

## Situación actual
El 21 de enero de 2021, el fallo del Tribunal Europeo de Derechos Humanos (TEDH) declaró culpables a las fuerzas rusas y de Osetia del Sur de impedir el regreso de miles de georgianos desplazados por la fuerza a su territorio en Osetia del Sur.
La Corte Penal Internacional concluyó su investigación sobre la situación en Georgia en diciembre de 2022, emitiendo órdenes de arresto para tres funcionarios de la de facto Osetia del Sur que se cree que son responsables de crímenes de guerra cometidos durante la guerra de 2008: Mijáil Mindzaev, Gamlet Guchmazov y David Sanakoev. Ellos ocuparon los cargos de Ministro del Interior, jefe de un centro de detención en Tsjinvali y el Representante Presidencial para los Derechos Humanos de Osetia del Sur en el momento pertinente, respectivamente. El cuarto sospechoso, el general ruso Viacheslav Borísov, no fue acusado porque había muerto en 2021.
El siguiente muestra las aldeas y pueblos, en función de su estado actual y su correspondencia histórica:
| Kurta Eredvi Tamarasheni Kejvi Achabeti Avnevi Nuli Chorchoji Ikoti Ksuisi Ajalgori Tsinagari Mosabruni Largvisi Zajori Perevi |
| Aldeas georgianas abandonadas. Aldeas que están habitadas. Aldeas habitadas por osetios. Aldeas georgianas devueltas.          |